# هانس اشمیت (بازیکن فوتبال، زاده ۱۸۸۷)
هانس اشمیت (انگلیسی: Hans Schmidt; ۲ نوامبر ۱۸۸۷ – ۹ ژوئیهٔ ۱۹۱۶) بازیکن فوتبال اهل امپراتوری آلمان بود.
از باشگاه‌هایی که در آن بازی کرده‌است می‌توان به اشاره کرد.
وی همچنین در تیم ملی فوتبال آلمان بازی کرده‌است.